# Haka

Haka

Haka este un dans specific practicat de māori din Noua Zeelandă. De asemenea, haka este dansul practicat de jucătorii de la echipa națională de rugby a Noii Zeelande.
Haka (pluralul este același ca și singularul: haka) este un strigăt de război tradițional ancestral, dans sau provocare de la poporul Māori din Noua Zeelandă. Este un dans, alcătuit din diferite posturi, efectuat de către un grup, cu mișcări viguroase prin bătăi puternice din picioare cu acompaniament ritmic strigat. Practicarea acestui dans de către echipa de rugby a Noii Zeelande înainte de meciuri l-a făcut mult mai cunoscut în întreaga lume.

### Istoric
Deși utilizarea Haka de către echipa de rugby All Blacks și de către echipa de rugby Kiwi a făcut familiar un tip de haka, ea a condus la concepții greșite. Haka nu reprezintă dansuri exclusiv războinice, dar au fost efectuate în mod tradițional de bărbați. În timpurile moderne, diverse haka au fost compuse pentru a fi efectuate de către femei și chiar de copii. Haka sunt realizate din diverse motive: pentru amuzament, ca un bun venit pentru oaspeți distinși sau pentru a recunoaște marile realizări, ocazii sau înmormântări.
Dansul Haka de război a fost efectuat inițial de războinici înainte de o bătălie, proclamând puterea și priceperea lor, în scopul de a intimida opoziția. Astăzi, Haka constituie o parte integrantă a ceremoniilor formale sau oficiale de bun venit pentru vizitatori distinși sau demnitari străini, care servește pentru a da un sentiment de importanță ocaziei.
Diverse acțiuni sunt
implicate în cursul unui spectacol, incluzând contorsiuni faciale cum ar fi
arătarea albului ochilor și scoaterea limbii, dar și o mare varietate de
acțiuni viguroase ale corpului, cum ar fi pălmuirea mâinilor pe lângă corp și
bătăi puternice din picioare. La fel ca și cuvintele scandate, sunt folosite și o
varietate de strigăte și mormăieli. Haka poate fi înțeleasă ca un fel de
simfonie în care diferitele părți ale corpului reprezintă mai multe
instrumente. Mâinile, brațele, picioarele, vocea, ochii, limba și corpul ca un
întreg se combină pentru a-și exprima curajul, nervozitatea, bucuria sau alte
sentimente relevante pentru scopul ocaziei.